# 귀인 이씨 (광화당)
광화당 귀인 이씨(光華堂 貴人 李氏, 1885년 ~ 1967년 11월 10일)는 조선의 제26대 왕이자, 대한제국의 초대 황제 고종의 후궁이다.

## 생애
본명은 이완덕(李完德)으로 유복한 중인계급 출생이며 13세에 고모의 소개로 경복궁 지밀에 세수간 나인으로 입궁했다. 덕수궁의 궁인이었던 1914년 고종의 승은을 입고 왕자를 낳아 광화당(光華堂)이라는 당호를 받았다. 그러나 왕자 이육은 1916년에 죽었다. 이육 외에 어려서 죽은 딸이 하나 더 있었다고도 한다. 귀인 이씨는 고종이 죽고 난 후 같은 고종의 후궁이었던 삼축당 김씨와 함께 사간동 집에서 살았다. 대한민국 정부가 수립된 후 제정된 구황실재산법의 구황족 범위에 포함되어 매달 10만환을 지급받았다. 죽은 뒤에도 삼축당 김씨와 나란히 묻혔다.

## 가족 관계
본가
- 부친 : 이진이(李振伊, ? ~ 1909)
- 모친 : 정씨(鄭氏, ? ~ 1902)
  - 형(兄) : 이흥완(李興完, 1876 ~ ?)[10]

황가
- 배우자 : 고종(1852 ~ 1919)
  - 아들 : 황자 이육(1914 ~ 1916)